# Poincaré-féle követőfüggvény
Az absztrakt matematikában alapvetően a dinamikai rendszerek elméletében, Poincaré-féle követőfüggvény (vagy az első visszatérés függvénye) Henri Poincaré-ról elnevezett leképezés. Ha egy sokaságban egy periodikus pálya metszi a sokaság egy alterét, akkor ezt az alteret az első metszet helyéhez nagyon közel újból metszi. A következő helyet (a megelőző függvényében) nevezik a fenti leképezésnek. Másképpen képzeljünk el egy periodikus pályát azzal a kezdeti feltétellel, hogy a pont kezdetben egy a pályára merőleges síkon (az ún. Poincaré-féle metszeten) volt. Ekkor a pont egy idő múlva – a periódusidőhöz nagyon közeli idő alatt – a kiindulási ponthoz nagyon közel újból metszi a síkot.
A Poincaré-féle követőfüggvény diszkrét dinamikai rendszernek tekinthető, csak eggyel kevesebb dimenzióval rendelkezik, mint az őt definiáló folytonos rendszer volt. Mivel a diszkrét rendszer az eredeti nagyon sok tulajdonságát megőrzi, de egyszerűbb, ezért alkalmas az eredeti rendszer hatékony vizsgálatára. Általában azonban követőrendszert nem könnyű konstruálni kézzelfogható alakban, ezért a módszer csak ad hoc jellegű.

## Definíció
Legyen (R, M, Φ) be a egy globális dinamikai rendszer, az időpontok halmaza legyen R (valós számok), M a fázistér, és Φ az időfejlődés függvénye. Legyen γ p ponton keresztülhaladó periodikus pálya és S lokálisan differenciálható és a pályára merőleges metszete Φ-nek p-n keresztül, melyet Poincaré-metszetnek nevezünk.
Legyen U nyílt összefüggő környezete p-nek, a
{\displaystyle P:U\to S}
függvényt γ-hoz tartozó Poincaré-követőfüggvénynek nevezzük ha
- P(p) = p
- P(U) p egy környezete és P:U → P(U) diffeomorfizmus
- minden x pontra U-ban, a pozitív félpálya először metszi S-et P(x)-ben

## Differenciálegyenletek követőfüggvénye
A dinamikai rendszer mintapéldái a differenciálegyenletek megoldóoperátorai. Ezekben az esetekben a követőfüggvény még szemléletesebb tartalommal bír.
Legyen
{\displaystyle {\dot {x}}=f(x)}
autonóm közönséges differenciálegyenlet, x0 kezdeti feltétel a t=0-időponthoz. Legyen Γ periodikus pálya {\displaystyle {\mbox{ }}_{\tau _{0}}\,} > 0 minimális periódussal. Persze ekkor a Φ generált dinamikus rendszerre:
{\displaystyle \Phi (\tau _{0},x_{0})=x_{0}\,}
Legyen a pályára merőleges Poincaré-metszet a
{\displaystyle \Sigma =\{x\in \mathbf {R} ^{n}\mid \langle x-x_{0},f(x_{0})\rangle =0\}}
sík. Mivel f(x_0) a differenciálegyenlet értelmében sebességvektor az x0 pontban, ezért a Σ tényeleg merőleges a pályára (<,> jelöli a skaláris szorzatot).
Tétel – Létezik x0-nak olyan U nyílt környezete, és létezik egyetlen olyan {\displaystyle {\mbox{ }}_{\tau }\,} : U {\displaystyle \to } R folytonosan differenciálható függvény, hogy
{\displaystyle \Phi (\tau (x),x)\in \Sigma \quad \quad \forall x\in U}
{\displaystyle \tau (x_{0})=\tau _{0}\,}
Bizonyítás. Legyen
{\displaystyle H(\tau ,x)=\langle \Phi (\tau ,x)-x_{0},f(x_{0})\rangle }
ekkor
{\displaystyle \Phi (\tau ,x)\in \Sigma \quad \Longleftrightarrow \quad H(\tau ,x)=0}
Az implicitfüggvény-tétel segítségével kifejezzük a H(τ,x)=0 egyenletből τ-t. Ehhez kell, hogy {\displaystyle {\mbox{ }}_{H'_{\tau }(\tau _{0},x_{0})\neq 0}} legyen. De ez igaz, mert:
{\displaystyle {\frac {\partial H}{\partial \tau }}(\tau _{0},x_{0})=\left.\langle \Phi '(\tau ,x),f(x_{0})\rangle \right|_{\tau =\tau _{0},x=x_{0}}=\langle \Phi '(\tau _{0},x_{0}),f(x_{0})\rangle =\langle f(x_{0}),f(x_{0})\rangle }
ami feltehetően nem nulla.
Tehát létezik egyetlen, a mondott tulajdonságú τ. QED
Definíció. – Ebben az esetben az {\displaystyle {\dot {x}}=f(x)} differenciálegyenlethez és a Γ, x0, Σ-hoz tartozó Poincaré-követőfüggvény a
{\displaystyle \Pi :U\cap \Sigma \to \Sigma ,x\mapsto \Phi (\tau (x),x)}
leképezés és az ebből alkotott diszkrét lokális dinamikai rendszer időfejlődése:
{\displaystyle \Psi :\mathbf {Z} \times U\to U,(n,x)\mapsto \Pi ^{n}(x)=\Phi ^{n}(\tau (x),x)}
ahol a kitevőbeli n nem a hatványozás, hanem a Π saját magával n-szer vett függvénykompozíciójának jele.

## Stabilitás
A fenti leképezésből diszkrét dinamikai rendszert készíthetünk a következőképpen. Ha
{\displaystyle P:U\to S}
a követőfüggvény, akkor legyen
{\displaystyle P^{0}:=id_{U}}
{\displaystyle P^{n+1}:=P\circ P^{n}}
{\displaystyle P^{-n-1}:=P^{-1}\circ P^{-n}}
és
{\displaystyle P(n,x):=P^{n}(x)}
Ebben az esetben (Z, U, P) diszkrét dinamikai rendszer U-ban, az időfejlődés
{\displaystyle P:\mathbb {Z} \times U\to U}
függvényével.
Ebben a rendszerben p definíció szerint fixpont.
A γ stabil (aszimptotikusan stabil) a folytonos rendszerben pontosan akkor, amikor a p fixpont stabil a diszkrétben. A γ stabil a folytonos rendszerben pontosan akkor, amikor a p fixpont stabil (aszimptotikusan stabil) a diszkrétben.

## Külső hivatkozások
- Nicholas B. TUFILLARO, Poincaré Map (1997)
- Shivakumar JOLAD, Poincare Map and its application to 'Spinning Magnet' problem (2005)